# Knieje (wzgórze)
Knieje (362 m) lub Knieja (364 m) – wzniesienie na Wyżynie Częstochowskiej, pomiędzy Olsztynem a Przymiłowicami w województwie śląskim. Administracyjnie znajduje się w obrębie wsi Przymiłowice.
Wzgórze Knieje znajduje się na północno-wschodnim krańcu pasma Sokolich Gór, już poza obrębem rezerwatu przyrody Sokole Góry, od którego oddzielone jest suchą doliną. Jest to dobrze wyodrębnione wzniesienie. Jest porośnięte sosnowym lasem z licznymi wapiennymi skałkami. Największa z nich o nazwie Knieja jest obiektem wspinaczki skalnej.

## Szlaki turystyczne
Zachodnimi podnóżami Kniei i suchą doliną oddzielającą go od Sokolich Gór prowadzą 3 szlaki turystyczne.
 szlak św. Idziego: Olsztyn – Biakło – rezerwat przyrody Sokole Góry – Zrębice
 Olsztyn – Biakło – rezerwat przyrody Sokole Góry – Knieja – Zrębice
 Olsztyn – Kielniki – Knieja – rezerwat przyrody Sokole Góry